# Teresina
Teresina, amtlich portugiesisch Município de Teresina, ist die Hauptstadt des brasilianischen Bundesstaates Piauí. Die Bevölkerung wurde 2024 auf mehr als 900.000 geschätzt, die auf einer Gemeindefläche von rund 1.391,3 km² leben. Sie war die erste Hauptstadt in Brasilien, die geplant angelegt wurde (ähnlich der jetzigen Hauptstadt Brasília). Sie gehört zur Metropolregion RIDE Grande Teresina.

## Namensherkunft
Der Ort erhielt seinen Namen zu Ehren der Kaiserin Teresa Maria Cristina von Neapel-Sizilien. 

## Geographie
Teresina liegt zwischen den zwei Flüssen Rio Parnaíba und Rio Poti, in der Nähe ihres Zusammenflusses. Am rechten Ufer des Rio Parnaíba gelegen, der die Grenze zwischen den Bundesstaaten Maranhão und Piauí bildet, liegt auf der gegenüberliegenden Seite Timon, mit der es eine Integrationsregion für wirtschaftliche Entwicklung bildet. In der Südzone der Gemeinde befindet sich bergiges Gelände, der Ortskern wird mit einer Höhe von 72 Metern über Meeresspiegel angegeben. Er befindet sich in einer Senke.
Das Biom ist ein brasilianischer Cerrado.

### Klima
Das Klima in Teresina ist tropisch. Die Regenzeit dauert von Mitte Dezember bis Mai, den Rest des Jahres herrscht Trockenzeit.
|                       | Jan  | Feb  | Mär  | Apr  | Mai  | Jun  | Jul  | Aug  | Sep  | Okt  | Nov  | Dez  |   |      |
| Mittl. Tagesmax. (°C) | 33,0 | 32,0 | 31,7 | 31,8 | 32,0 | 32,5 | 33,7 | 35,3 | 36,6 | 36,7 | 35,9 | 34,4 | ⌀ | 33,8 |
| Mittl. Tagesmin. (°C) | 22,7 | 22,5 | 22,6 | 22,6 | 22,3 | 21,2 | 20,2 | 20,3 | 21,9 | 23,0 | 23,3 | 23,1 | ⌀ | 22,1 |
|                       |      |      |      |      |      |      |      |      |      |      |      |      |   |      |
| Niederschlag (mm)     | 248  | 261  | 286  | 268  | 110  | 25   | 13   | 12   | 17   | 18   | 65   | 126  | Σ | 1449 |
|                       |      |      |      |      |      |      |      |      |      |      |      |      |   |      |
| Sonnenstunden (h/d)   | 5,4  | 5,3  | 5,4  | 5,9  | 7,5  | 8,8  | 9,6  | 9,3  | 8,3  | 8,1  | 7,8  | 6,5  | ⌀ | 7,3  |
|                       |      |      |      |      |      |      |      |      |      |      |      |      |   |      |
| Luftfeuchtigkeit (%)  | 75   | 83   | 83   | 84   | 81   | 72   | 65   | 59   | 56   | 58   | 60   | 64   | ⌀ | 69,9 |

| 22,7 |

| 22,5 |

| 22,6 |

| 22,6 |

| 22,3 |

| 21,2 |

| 20,2 |

| 20,3 |

| 21,9 |

| 23,0 |

| 23,3 |

| 23,1 |

| 22,7 |

| 22,5 |

| 22,6 |

| 22,6 |

| 22,3 |

| 21,2 |

| 20,2 |

| 20,3 |

| 21,9 |

| 23,0 |

| 23,3 |

| 23,1 |

## Geschichte
Die Stadt erhielt die selbstverwaltenden Stadtrechte durch das Provinzgesetz Nr. 315 vom 20. Juli 1852.

## Kommunalverwaltung
Bei der Kommunalwahl 2020 wurde José Pessoa Leal, bekannt als Dr. Pessoa, heute Mitglied der Republicanos, für die Amtszeit von 2021 bis 2024 mit 62,31 % der gültigen Stimmen zum Stadtpräfekten (Bürgermeister) gewählt.
Die Legislative liegt bei dem Stadtrat (Câmara Municipal) aus 29 gewählten Stadträten (vereadores).

## Sitz der Landesverwaltung
Als Hauptstadt des Bundesstaates sind in Teresina die Exekutive mit Gouverneur und Staatssekretariaten (Landesministerien) und die Legislative mit der Legislativversammlung von Piauí angesiedelt.

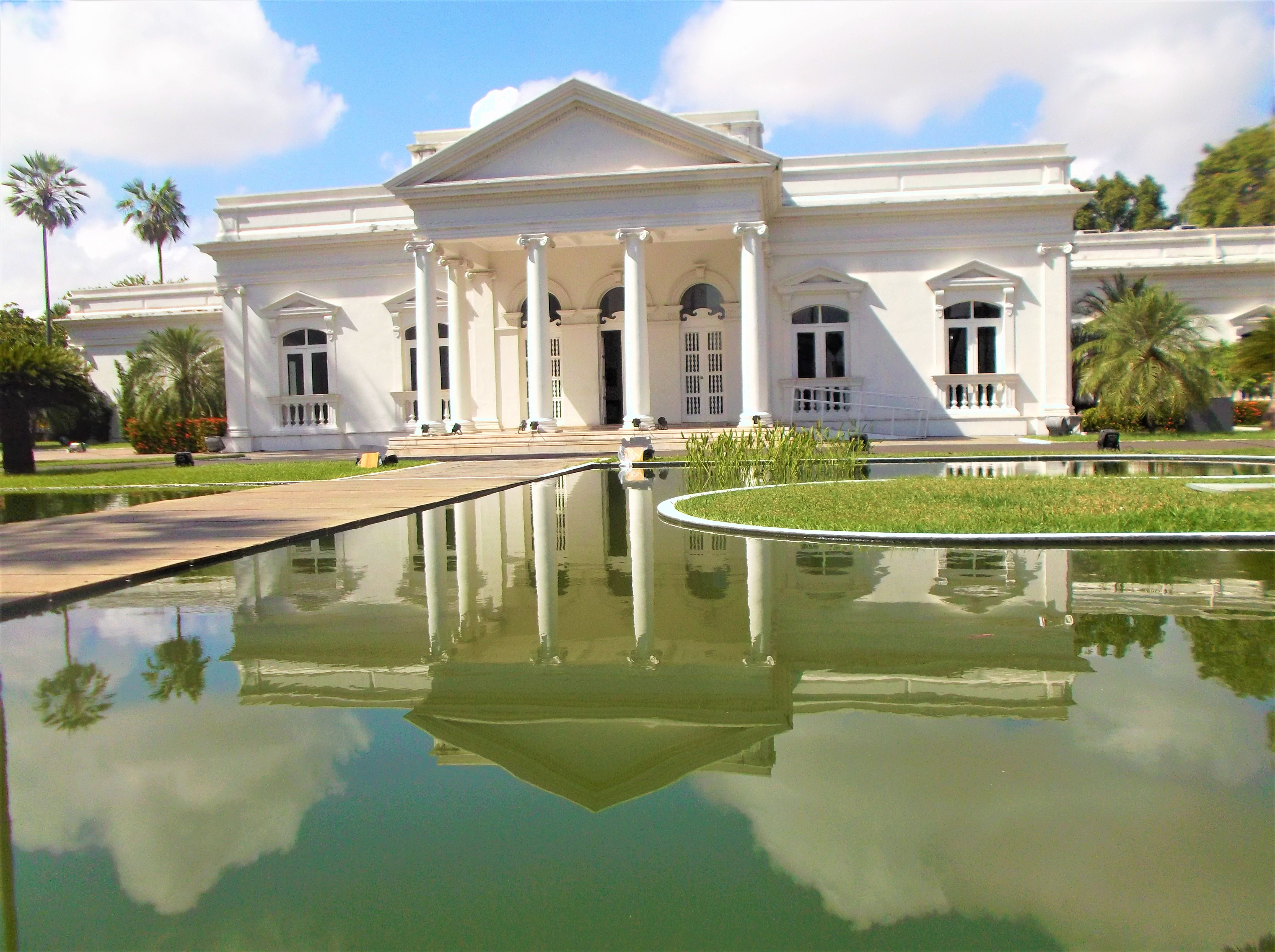
Palácio Karnak, Amtssitz des Gouverneurs
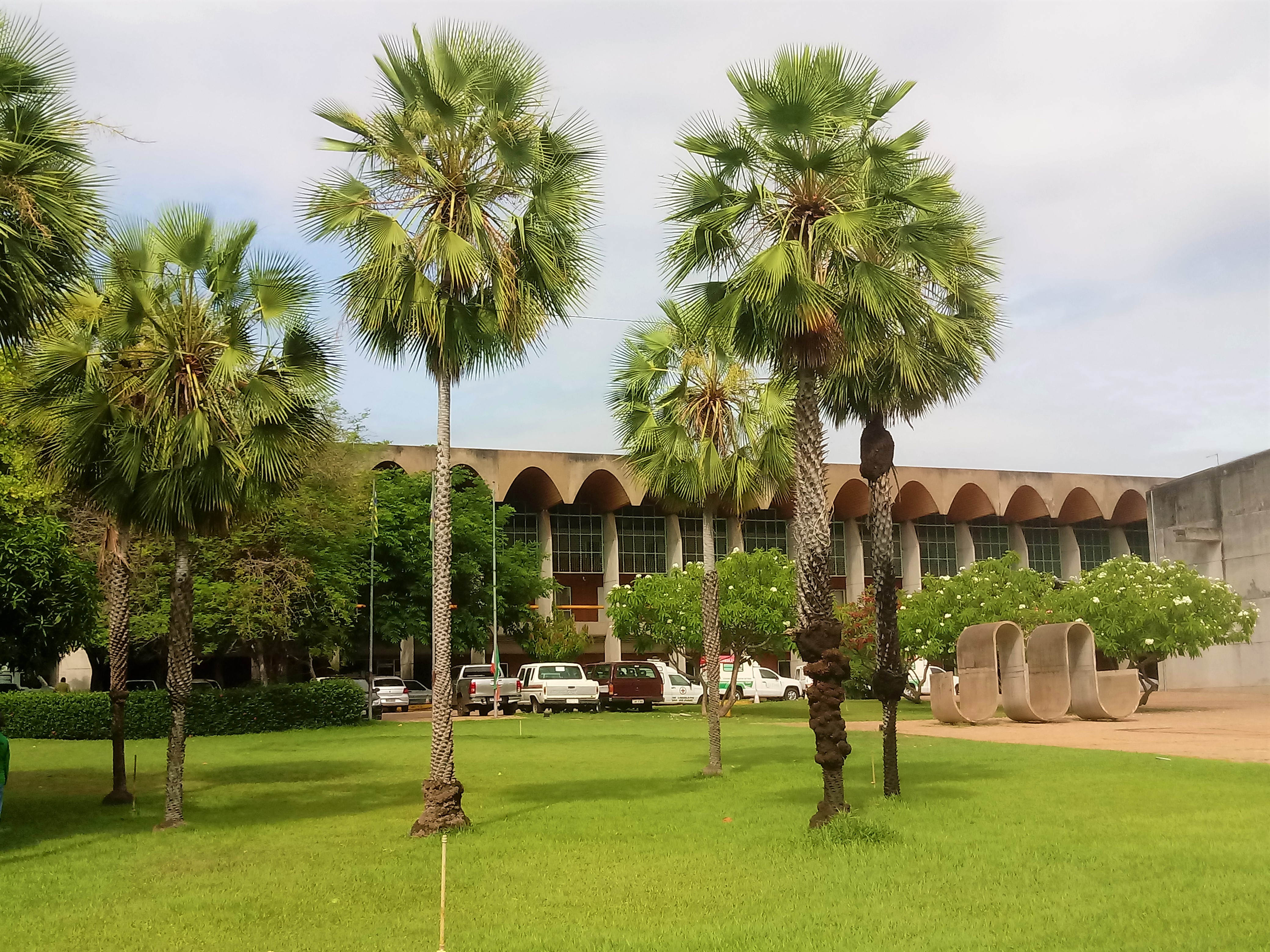
Palácio Petrônio Portela, Sitz des Parlaments

## Demografie

### Bevölkerungsentwicklung
| Jahr | Einwohner                           | Stadt   | Land   |
| --- | ----------------------------------- | ------- | ------ |
| 1872 | 21.692 Freie: 18.619 Sklaven: 3.703 | ?       | ?      |
| 1900 | 45.316                              | ?       | ?      |
| 1920 | 57.500                              | ?       | ?      |
| 1940 | 67.641                              | 34.695  | 32.946 |
| 1950 | 90.723                              | 51.418  | 39.305 |
| 1960 | 144.799                             | 100.006 | 44.793 |
| 1970 | 220.487                             | 181.021 | 39.466 |
| 1980 | 377.771                             | 338.975 | 38.796 |
| 1991 | 599.272                             | 556.911 | 42.361 |
| 2000 | 715.360                             | 677.470 | 37.890 |
| 2010 | 814.439                             | 767.777 | 46.662 |
| 2021 | 871.126                             | ?       | ?      |
| Die zur Anzeige dieser Grafik verwendete Erweiterung wurde dauerhaft deaktiviert. Wir arbeiten aktuell daran, diese und weitere betroffene Grafiken auf ein neues Format umzustellen. (Mehr dazu) |                                     |         |        |

Quelle: IBGE (2011)

### Ethnische Zusammensetzung
Ethnische Gruppen nach der statistischen Einteilung des IBGE (Stand 2000 mit 714.866 Einwohnern, Stand 2010 mit 814.230 Einwohnern): Von diesen lebten 2010 767.559 Einwohner im städtischen Bereich und 46.671 im ländlichen Raum.
| Gruppe      | Anteil 2000 | Anteil 2010 | Anmerkung                        |
| ----------- | ----------- | ----------- | -------------------------------- |
| Brancos     | 204.094     | ▲ 213.238   | Weiße, Nachfahren von Europäern  |
| Pardos      | 452.792     | ▲ 489.354   | Mischrassige, Mulatten, Mestizen |
| Pretos      | 50.225      | ▲ 89.588    | Schwarze                         |
| Amarelos    | 1.446       | ▲ 20.296    | Asiaten                          |
| Indígenas   | 699         | ▲ 1.794     | indigene Bevölkerung             |
| ohne Angabe | 5.804       | –           |                                  |

## Durchschnittseinkommen und Lebensstandard
Das monatliche Durchschnittseinkommen betrug 2019 den Faktor 2,7 des brasilianischen Mindestlohns (Salário mínimo) von R$ 998,00 (Einkommen umgerechnet für 2019: rund 613 € monatlich). Der Index der menschlichen Entwicklung (HDI) ist mit 0,751 für 2010 als hoch eingestuft.
2019 waren 303.921 Personen oder 35,1 % der Bevölkerung als fest im Arbeitsverhältnis stehend gemeldet. 2010 hatten 38,6 % der Bevölkerung ein Einkommen von der Hälfte des Minimallohns.
Das Bruttosozialprodukt pro Kopf betrug 2019 25.458,50 R$, das Bruttosozialprodukt der Gemeinde belief sich auf rund 2201,8 Mio. R$.

## Tourismus
Teresina verfügt über keinen ausgeprägten Tourismus, was teilweise auch an der abgelegenen Lage im Landesinneren liegt.
Die Stadt bemüht sich durch moderne Bauvorhaben, wie die 2010 fertiggestellte Ponte Estaiada, ihre Attraktivität zu steigern, was bisher aber nur bedingt gelungen ist.
Einige weitere Sehenswürdigkeiten sind der „Encontro dos Rios“ an dem die Flüsse Rio Poti und Rio Parnaíba zusammenfließen, sowie der Park Floresta Fóssil, der auf ca. 13 Hektar die fossilen Überreste von Pflanzen zeigt. Der Park soll der größte seiner Art auf dem gesamten amerikanischen Kontinent sein.

## Verkehr

### Straße
Durch Teresina führen die Fernstraßen  BR-316, BR-343 und die landeseigene PI-130.

### U-Bahn
Das U-Bahn-System der Metrô de Teresina hat eine Länge von 13,5 km und bedient 9 Stationen.

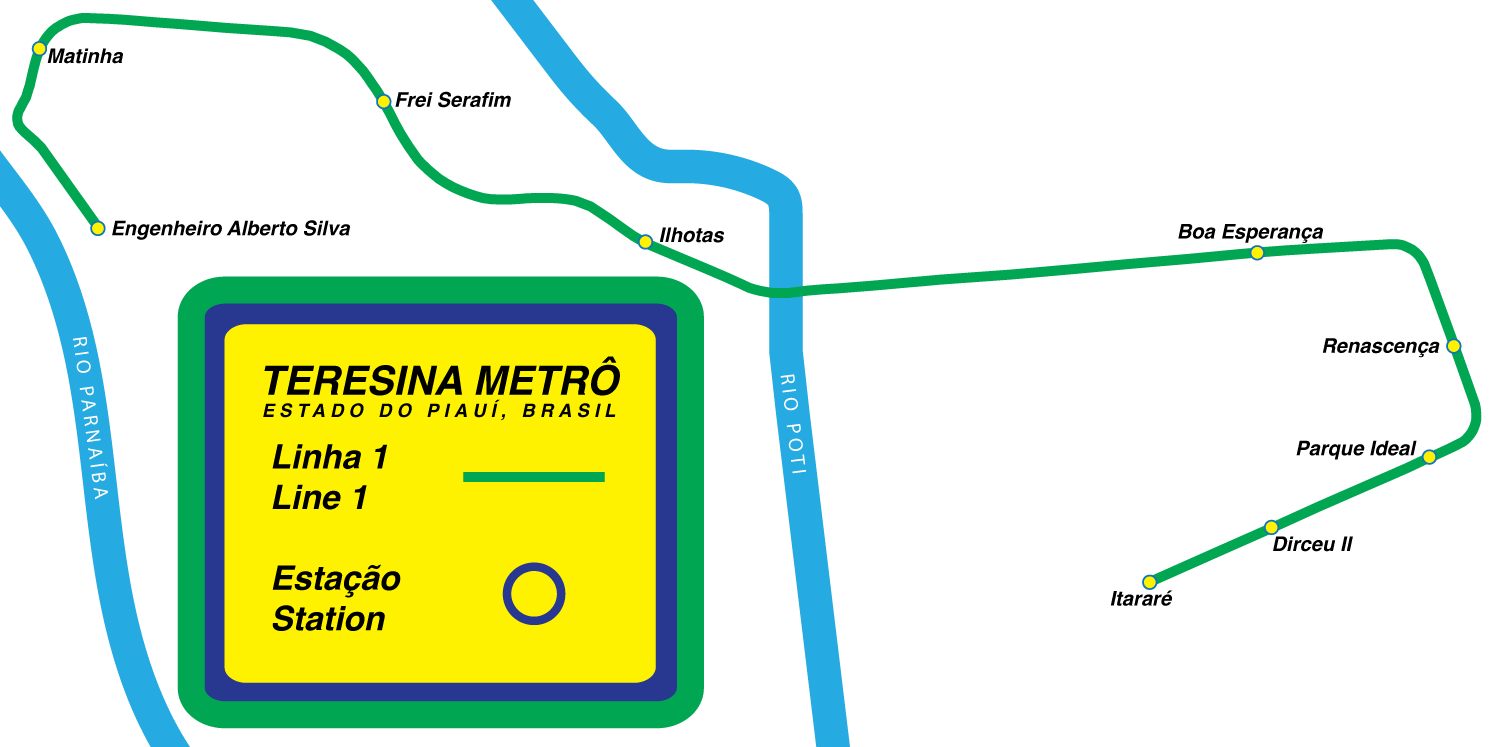
Karte der Metrô
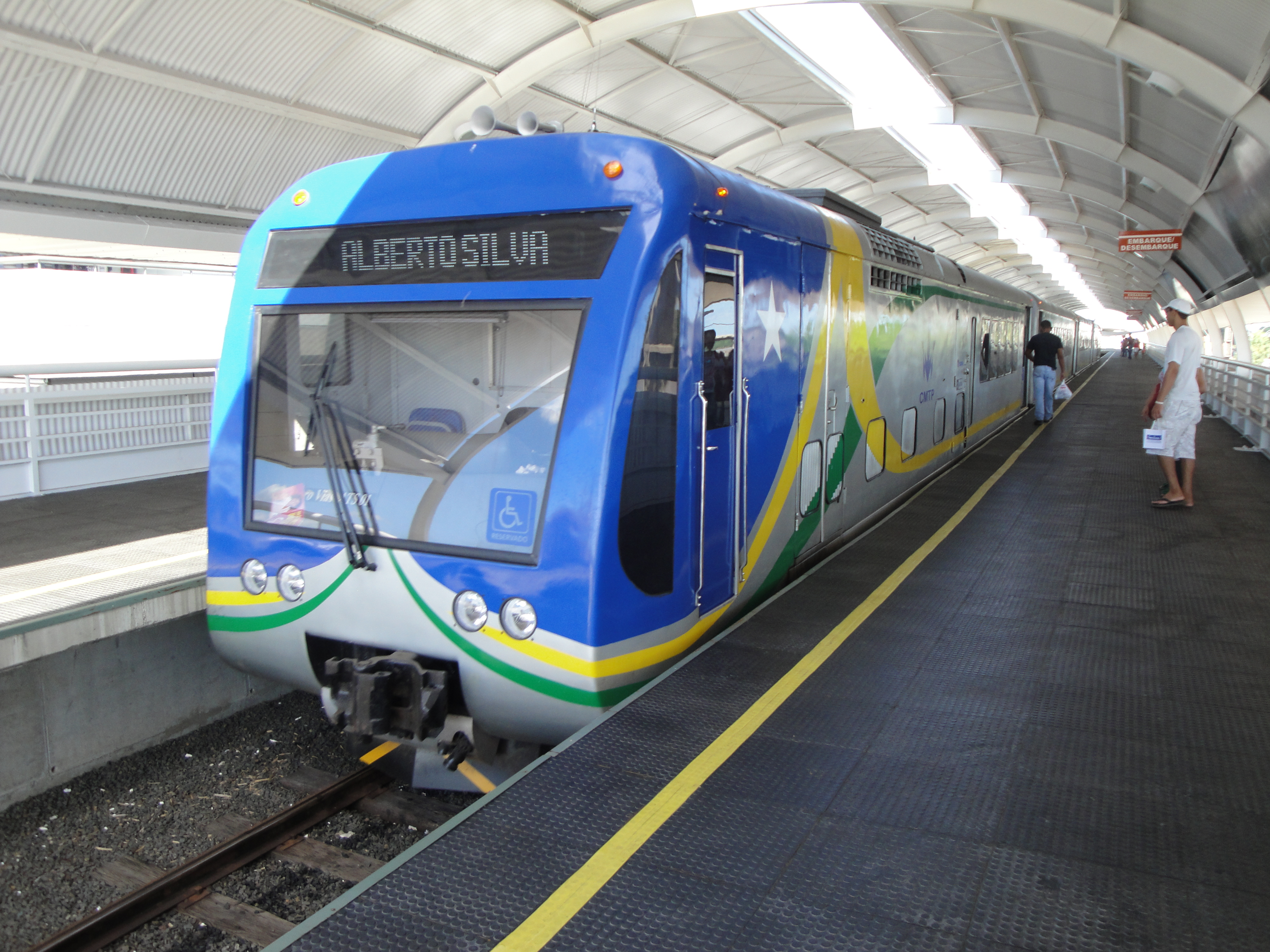
Metrô de Teresina

### Eisenbahn
Bahnlinien sind die Ferrovia São Luís-Teresina, Ferrovia Teresina-Fortaleza und die Ferrovia Teresina-Parnaíba (nicht mehr in Betrieb).

### Flughafen
Teresina wird durch den Flughafen Teresina bedient.

## Bildung
Mehrere Hochschuleinrichtungen haben ihren Sitz in Teresina: Universidade Federal do Piauí (UFPI), Universidade Estadual do Piauí (UESPI) und das Instituto Federal de Educação, Ciência e Tecnologia do Piauí (IFPI).

## Religion
Teresina ist Sitz des Erzbistums Teresina.